# Giovanni Pugliese Carratelli
Giovanni Pugliese Carratelli (Napoli, 16 aprile 1911 – Roma, 12 febbraio 2010) è stato uno storico italiano, tra i maggiori studiosi dell'antichità.

## Panoramica generale
È stato uno dei maggiori storici italiani del Novecento: dalla storia antica, suo campo privilegiato d'indagine - estesa in primo luogo al mondo greco ma anche a quello del Vicino Oriente, alla storia di Roma e del mondo italico, con una particolare attenzione alle problematiche religiose e alla ricerca archeologica - i suoi interessi si sono rivolti anche al pensiero filosofico e alla storia moderna e contemporanea. Ha contribuito a formare due generazioni di docenti universitari italiani e di ricercatori di Storia Greca e di Storia del Vicino Oriente Antico, nonché di funzionari in istituzioni pubbliche a vari livelli, come il Consiglio Nazionale delle Ricerche (C.N.R.) e le sovraintendenze archeologiche.
Quale allievo e amico di Benedetto Croce ne condivise la visione della storia come luogo elettivo della libertà e dell'azione umana. Molto legato alla città natale, di cui diresse l’Istituto Italiano per gli Studi Storici dal 1960 al 1986, scrisse diversi saggi sulla cultura napoletana fra Otto e Novecento, densi di ricordi biografici, che sono stati recentemente raccolti in un volume. Sulla sua figura, inoltre, una breve autobiografia apre il volume Umanesimo napoletano.

Pugliese Carratelli (il primo da destra) a Elea nel 1966, con (da destra a sinistra) Mario Attilio Levi, Pietro Ebner e Venturino Panebianco

## Biografia
Figlio di Eugenio (Pizzo, 14 dicembre 1875 - Napoli, 1946), un medico di sentimenti socialisti e umanitari e di Amalia Direttore, insegnante, ebbe fin dalla scuola primaria, di impronta montessoriana, una precoce formazione intellettuale che gli aprì interessi per la storia e per il mondo antico, anche del Vicino Oriente. Allievo all'Università di Napoli di Emanuele Ciaceri e di Biagio Pace, si orientò fin da giovane sullo studio della civiltà greca in Italia meridionale e nell'Egeo, grazie anche a un soggiorno nell'isola di Rodi e ai contatti con archeologi come Federico Halbherr. Amico del giovane epigrafista Mario Segre, dopo la sua morte nel campo di concentramento nazista, ne pubblicò gli scritti. Di sentimenti antifascisti, che gli causarono anche un breve periodo al confino, fu poi discepolo a Napoli di Adolfo Omodeo e di Benedetto Croce, dei quali divenne attivo collaboratore: da essi il suo pensiero trasse un impulso determinante per l'ampiezza degli interessi e per la sua stessa formazione di storico e di intellettuale. Iniziò l'insegnamento con un breve incarico all'Università di Catania per poi trasferirsi all'Università di Pisa (dal 1950), poi a Firenze (dal 1959) e Roma (dal 1965), per concludere la carriera alla Scuola normale superiore di Pisa, della quale fu anche direttore (1977-78). Dal 1960 al 1986 diresse l'Istituto italiano per gli studi storici, fondato da Croce, e poi presiedette l'Istituto italiano per gli studi filosofici, fondato da Gerardo Marotta. Dal maestro Ciaceri ereditò un vivo interesse per la Magna Grecia e in genere per la presenza greca in Occidente: insieme a Carlo Belli fu iniziatore e poi presidente degli annuali Convegni internazionali di studi sulla Magna Grecia (Taranto). È stato presidente della Fondazione Faina di Orvieto, socio di numerose accademie e società scientifiche italiane e straniere, membro dell'Accademia dei Lincei e della direzione scientifica dell'Enciclopedia italiana e dell'Enciclopedia del Novecento.
Nel 1946, assieme a Gaetano Macchiaroli fondò a Napoli la rivista di studi antichi La parola del passato (titolo ispirato a Così parlò Zarathustra del filosofo Nietzsche) e nel 1951 a Pisa la rivista Studi Classici e Orientali. Promotore di iniziative culturali, ha curato numerose raccolte di studi destinate a un più largo pubblico, tra le quali si ricordano la grande collana Antica Madre edita da Scheiwiller con il contributo del Credito Italiano, i volumi Magna Grecia per le edizioni Electa e la grande mostra veneziana di Palazzo Grassi su I Greci in Occidente del 1996.
I suoi studi si mossero a larghissimo raggio, dal mondo greco alla civiltà romana arcaica e di epoca imperiale; dalle civiltà del Vicino Oriente al pensiero tardo Antico e al mondo umanistico italiano. Pugliese Carratelli fu tra gli studiosi che collaborarono alla decifrazione dei testi minoici in Lineare A e di quelli micenei in Lineare B, dei quali divenne importante esegeta; si interessò alla civiltà degli Ittiti e al mondo indiano dell'epoca successiva all'impresa di Alessandro Magno, in particolare al pensiero non violento del re Aśoka; nel mondo greco rivolse la sua attenzione alla storiografia e al pensiero filosofico e religioso, in particolare a Platone, all'Orfismo e al Pitagorismo; fu eccellente editore di testi epigrafici; indagò i contatti con le civiltà anelleniche dell'Italia antica. Ben consapevole che la ricerca storica non può avere confini, ha affrontato anche tematiche di storia risorgimentale e di storia napoletana recente, insieme a prospettive culturali di attualità. Alla sua scuola si sono formate generazioni di studiosi, molti dei quali hanno insegnato o insegnano nelle Università o sono stai membri autorevoli di importanti istituzioni di ricerca. Fino all'ultimo ha portato avanti gli studi e sollecitato i più giovani.
È deceduto a Roma all'età di 98 anni, il 12 febbraio 2010.

## Curiosità
- Un discorso dello storico è stato riportato nel film  Morte di un matematico napoletano[senza fonte].

## Opere principali
La bibliografia di Pugliese Carratelli è sconfinata: si citano qui solo alcuni degli scritti. A partire dal 1976 molti dei saggi sono stati raccolti in volume.
- Scritti sul mondo antico: Europa e Asia, espansione coloniale, ideologie e istituzioni politiche e religiose, a cura di Autori vari, Napoli, 1976.
- Tra Cadmo e Orfeo. Contributi alla storia civile e religiosa dei Greci d'Occidente, a cura di G. Maddoli, Bologna, Il Mulino, 1990.
- Umanesimo napoletano, a cura di G. Maddoli, Soveria Mannelli, Rubbettino, 2015.
- Le iscrizioni preelleniche di Haghia Triada in Creta e della Grecia peninsulare. Contributo alla storia della civiltà egea, Milano 1945 ("Monumenti Antichi Accademia d'Italia", XL, 4, pp. 426-610).
- Imperator Caesar Augustus, Index rerum a se gestarum, con introduzione e note, Napoli 1947.
- Tabulae Herculanenses, in "La Parola del Passato", I (1946), II (1948), III (1953), IV (1954), V (1955), VI (1961) (IV-VI con V. Arangio Ruiz).
- La Grecia antica, Milano 1959.
- Sikanie: storia e civiltà della Sicilia greca, Utet, 1986.
- Chi guardi la terra dall'alto...: tre saggi, Milano, Libri Scheiwiller, 1992.
- Le lamine d'oro orfiche. Istruzioni per il viaggio oltremondano degli iniziati greci, Milano, Adelphi, 2001.
- Gli editti di Aśoka, Milano, Adelphi, 2003.
- Principii della filosofia greca. La nascita della filosofia, Nuova edizione a cura di F. Verde, Napoli, Bibliopolis, 2023.